# Communicatieapparatuur
Communicatieapparatuur of Schakelbord is een kunstwerk in Amsterdam Nieuw-West.
Het is een creatie van Jos Wong. Hij werd door de Dienst der Publieke Werken gevraagd een plastiek te leveren voor een gebouw aan de Lodewijk van Deysselstraat 16/Van Moerkerkenstraat 17-19, waarin een politiebureau en telefooncentrale werd gevestigd. Ook andere telefooncentrales in de omgeving werden voorzien van beeldhouwwerken, zie bijvoorbeeld Straalcompositie van Henk Zweerus. 
In het gebouw zou zich ook een werk van Simon Erb bevinden.